# Бергсланд, Кнут
Кнут Бергсланд (норв. Knut Bergsland, 7 марта 1914, Кристиания — 9 июля 1998) — норвежский лингвист. Работал профессором в Университете Осло с 1947 по 1981 годы. Провёл новаторские исследования уральских (особенно саамских) и эскимосско-алеутских языков.

## Биография
Бергсланд родился в Кристиании в семье инженера Эйнара Кристиана Бергсланда (1883—1945) и Генриетты Луизы Крог Раабе (1883—1958). Его брат Эйнар Бергсланд был спортсменом-лыжником и спортивным функционером. Кнут окончил среднюю школу в 1932 году и поступил в Университет Осло. Он также учился в 1935—1936 годах в Париже в Практической школе высших исследований и Парижском католическом институте. В 1940 году получил степень кандидата филологических наук, специализируясь на латыни, но впоследствии больше сосредоточился на саамских языках. Его первым лингвистическим трудом была изданная в 1946 году грамматика южносаамского языка под названием Røros-lappisk grammatikk. Эта работа принесла ему звание доктора философии, и этот труд поныне является эталонной грамматикой южносаамского языка.
В 1947 году Бергсланд был назначен профессором финно-угорских языков в Университете Осло вместо Конрада Нильсена. Он продолжил работу над саамскими языками, а также провёл важные исследования эскимосско-алеутских языков. Он составил историческую грамматику западно-гренландского языка, а также словарь и справочную грамматику алеутского языка. Его интерес к этим языкам возник во время преподавания в Университете Копенгагена в 1948 году и Университете Индианы в Блумингтоне в 1949—1950 годах. Он продолжил изучение алеутской языка после выхода на пенсию с поста профессора в 1981 году. Последними работами Бергсланда были Алеутский словарь (1994), Алеутская грамматика (1997) и Древние алеутские личные имена (1998). Умер в июле 1998 года.